# Kul Bahadur Gurung
Kul Bahadur Gurung, né le 23 novembre 1935, est un homme politique népalais.
Candidat du congrès népalais (sociaux-démocrates) à l'élection présidentielle népalaise de 2015, il est battu par la communiste Bidya Devi Bhandari, du parti communiste du Népal (marxiste-léniniste unifié), par 59,56 % des voies contre 38,98 %